# رودخانه سقز

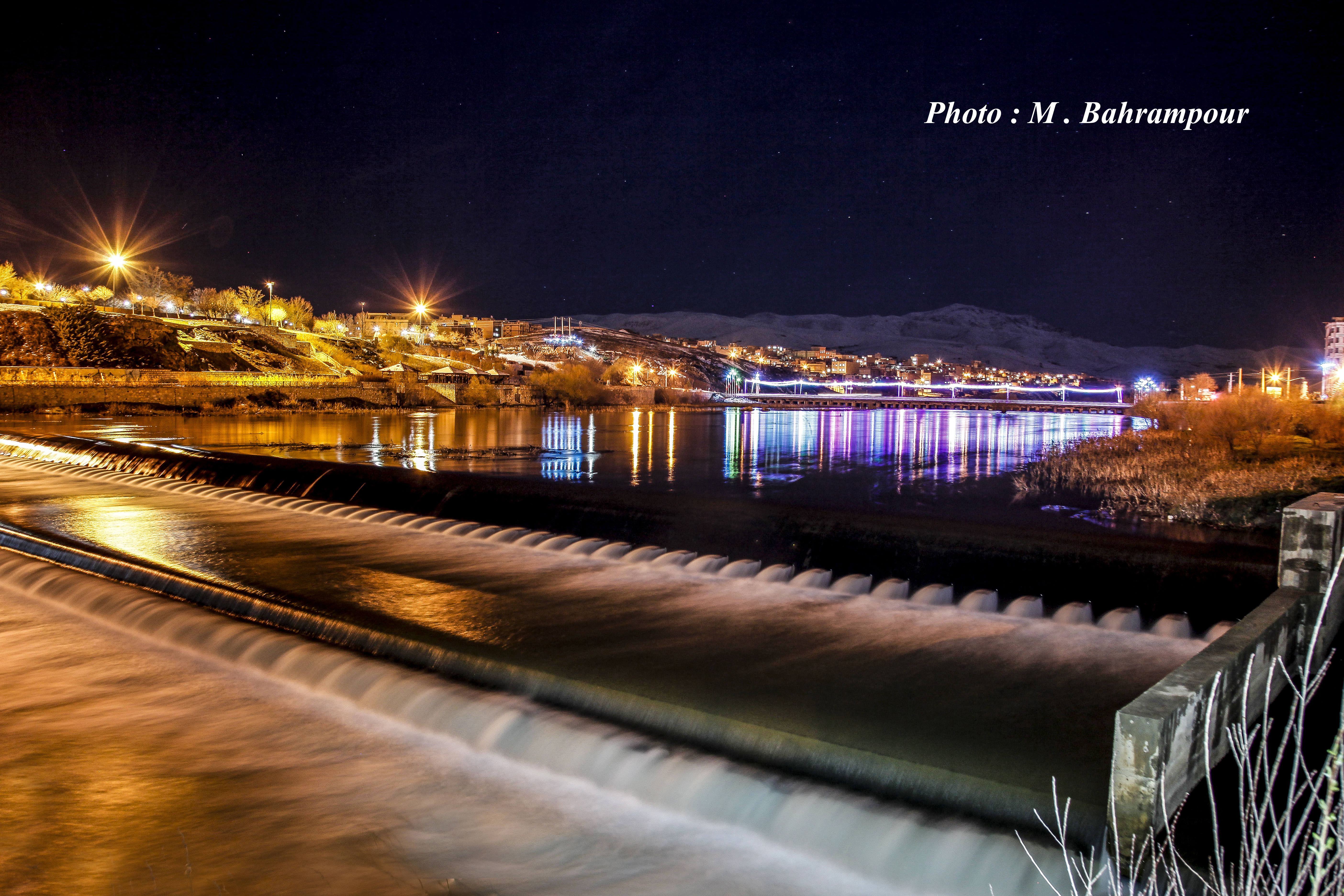
رودخانه سقز حاشیه پارک کوثر

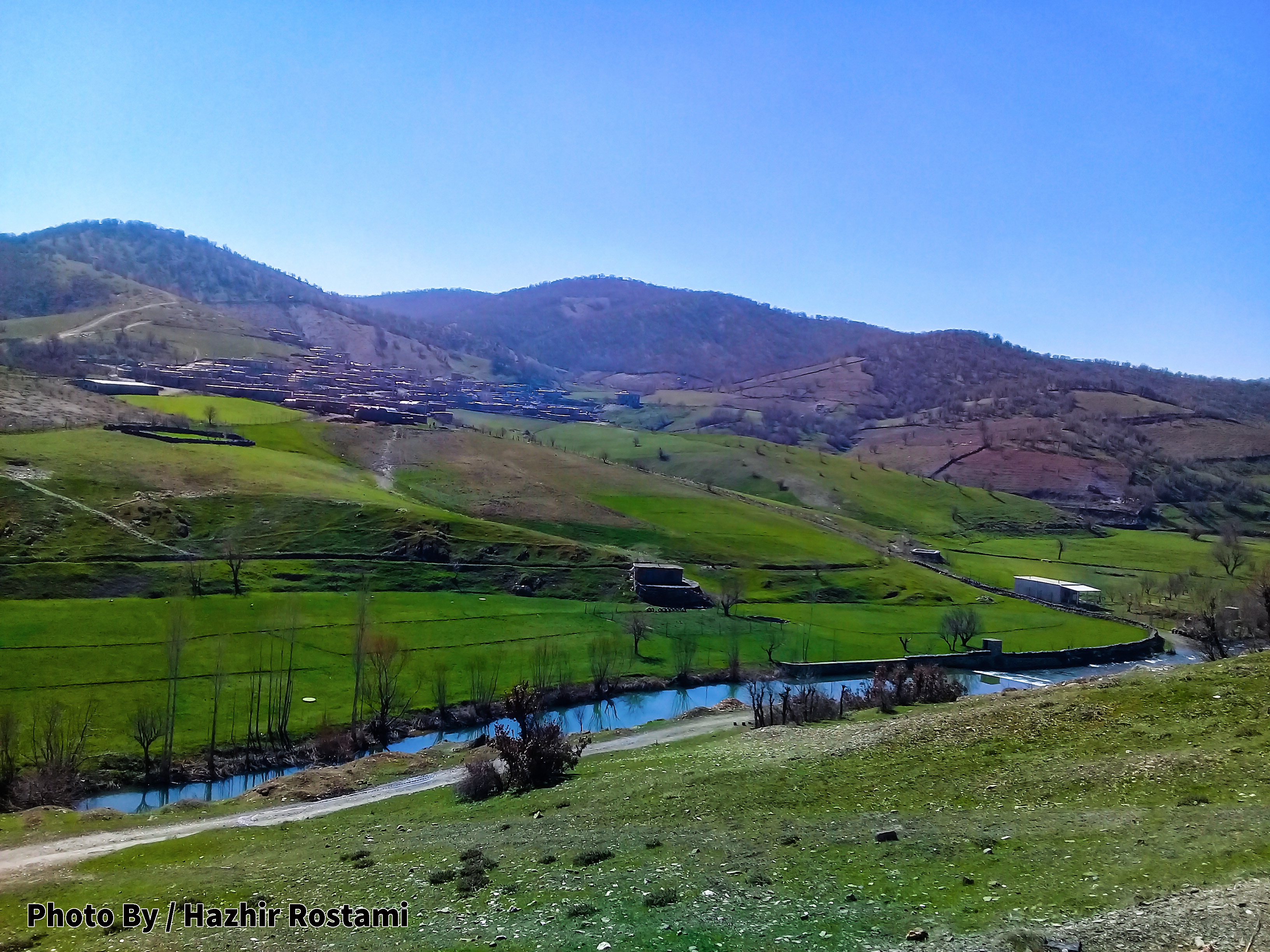
رودخانه سقز حومه شهر

رودخانه سقز یا چم سقز نام رودی است که در شمال‌غرب ایران قرار داشته از کوهستان‌های غرب سقز سرچشمه گرفته‌است.
رودخانه چم سقز یکی از سرشاخه‌های اصلی زرینه رود است و از کوه‌های منطقه کیله شین و کوه وزنه سر چشمه گرفته و وارد دریاچه سد کاظمی شده و در نهایت به دریاچه ارومیه وارد می‌شود. این رودخانه از وسط شهر سقز گذشته و آن را به دو بخش منفک کرده و چشم‌انداز طبیعی و گردشگری خاصی به این شهر بخشیده‌است.
با توجه به اینکه رودخانه سقز دارای پتانسیل و ظرفیت بالا در راستای اجرای طرح‌های گردشگری و توریستی است و بر اساس تفاهم نامه منعقده بین وزارت خانه‌های نیرو، دارایی و امور اقتصادی برای این رودخانه به‌طور رسمی سند صادر شد.
روی این رودخانه پنج پل احداث شده و هم‌اکنون دو طرح تفریحی گردشگری (زیپ لاین و پل معلق) در حال ساخت است.
رودخانه سقز یکی از منابع مهم آب سطحی شهرستان سقز است که آب مورد نیاز برای کشاورزی، شرب و صنعتی حاشیه رودخانه را تأمین می‌کند.